# Audrey McElmury
Audrey McElmury, geb. Audrey Phleger (* 24. Januar 1943 in La Jolla, Kalifornien; † 26. März 2013 in West Yellowstone, Montana) war eine US-amerikanische Radrennfahrerin, die als erste(r) Amerikeraner(in) die Straßenweltmeisterschaft gewann.

## Radsportkarriere
Audrey McElmury übte zunächst den Surf-Sport aus. Nachdem sie sich 1960 dabei ein Bein gebrochen hatte, wandte sie sich dem Radsport zu. Da es Straßenrennen für Frauen damals kaum gab, trainierte sie auf der Radrennbahn und gewann 1964 die kalifornische Bahn-Meisterschaft.
Ihre erste Weltmeisterschaft fuhr McElmury 1968 in Rom; sie wurde Fünfte. Im Jahr darauf fanden die UCI-Straßen-Weltmeisterschaften für Amateure in Brünn (Tschechoslowakei) statt. Da der US-amerikanische Radsportverband nicht die Reisekosten für drei Starterinnen übernehmen konnte, bezahlte McElmury diese selbst.
Der Termin der Weltmeisterschaften kollidierte mit dem ersten Jahrestag des Einmarschs der Ostblock-Staaten in die Tschechoslowakei: In den Straßen standen russische Panzer, bewaffnete Soldaten patrouillierten, und die Zuschauer am Straßenrand bejubelten die amerikanischen Sportler euphorisch.
Überraschend wurde Audrey Elmury Weltmeisterin, damit der erste US-amerikanische Weltmeister, ob Mann oder Frau, im Straßenradsport, und der erste Radsport-Weltmeister der USA seit 1912, als Frank Kramer Sprint-Weltmeister auf der Bahn geworden war. Für die Offiziellen in Brünn war die Überraschung so groß, dass es eine halbe Stunde dauerte, bis man ein Band mit der amerikanischen Nationalhymne aufgetrieben hatte. In ihrem Heimatland stieß McElmurys Erfolg kaum auf Resonanz.

## Berufliches
Audrey McElmury hat Zoologie an der University of California, San Diego studiert, arbeitete aber nach dem Ende ihrer aktiven Zeit (1970) als Trainerin in Boulder. Diese Tätigkeit gab sie nach einem Sturz auf. Sie war in zweiter Ehe mit dem Radsportler Michael Lovans verheiratet; gemeinsam verfassten sie das Buch Bicycle Training for Triathletes.

## Ehrungen
Audrey McElmury wurde 1989 in die United States Bicycling Hall of Fame aufgenommen.